# HMC Den Bosch
HMC Den Bosch – holenderski klub szachowy z siedzibą w ’s-Hertogenbosch.

## Historia
Klub powstał w 1966 roku w wyniku połączenia klubów Hertogstad i Max Euwe. W 1986 roku grający w Eerste klasse klub spadł do trzeciej ligi. W 1989 roku HMC powrócił do Eerste klasse. W 1999 roku zespół ponownie spadł na trzeci poziom rozgrywek, a rok później powrócił do drugiej ligi. W 2004 roku HMC uzyskał awans do Meesterklasse. W sezonie 2004/2005 HMC został sklasyfikowany na piątym miejscu w lidze. W 2005 roku klub zadebiutował w Pucharze Europy. Zespół po wygraniu meczów z Ennis Chess Club, SC Niederrohrdorf, Jyväs-Shakki i Matinkylän SK oraz porażkach z Werderem Brema, CRELEL Liège i Željezničarem Sarajewo został sklasyfikowany na 15. miejscu. W kolejnych sezonach zespół zajmował niższe lokaty w pucharze (2006 – 44., 2007 – 32., 2008 – 49., 2009 – 30.). W sezonie 2008/2009 klub zajął trzecie miejsce w krajowej lidze, za HSG i SC Groningen. W 2012 roku zespół zdobył wicemistrzostwo kraju, ulegając jedynie SV Voerendaal. Skład drużyny stanowili wówczas m.in. Anisz Giri, Daniel Fridman, Benjamin Bok i Twan Burg. W 2014 roku, po czteroletniej przerwie, HMC powrócił do rozgrywek Pucharu Europy. Klub uzyskał wówczas 31. miejsce, a rok później zajął 30. pozycję. Sezon 2018/2019 klub zakończył uzyskaniem wicemistrzostwa Holandii. W 2022 roku HMC spadł z ligi. Rok później zespół awansował do Meesterklasse. W sezonie 2023/2024 klub ponownie spadł z pierwszej ligi.

## Arcymistrzowie w historii klubu
- Aleksander Bierełowicz[17]
- Benjamin Bok[18]
- Twan Burg[19]
- Martijn Dambacher[18]
- Daniel Fernandez[20]
- Jorge Viterbo Ferreira[20]
- / Daniel Fridman[21][22]
- Anisz Giri[22]
- Jānis Klovāns[23]
- Feliks Lewin[23]
- Antonios Pawlidis[24]
- Michaił Saltajew[23]
- Robin Swinkels[25]
- Erik van den Doel[17]